# راسپوتین (ترانه)
راسپوتین، نام ترانهٔ مشهوری از گروه موسیقی بُونی‌اِم است که در سال ۱۹۷۸ میلادی ساخته‌شد.
موضوع این اثر دربارهٔ میزان نفوذ راسپوتین، محرم اسرار امپراتریس الکساندرا و پروتوپوپوف و اغواگر زنان و سپس نحوهٔ به‌قتل رساندن راسپوتین است. این اثر از موفق‌ترین ترانه‌های بونی اِم در دههٔ ۱۹۷۰ میلادی بود.